# 米特罗·哲尔吉
米特罗·哲尔吉（匈牙利語：Mitró György，1930年3月6日—2010年1月4日），匈牙利男子游泳运动员。他曾代表匈牙利参加1948年夏季奥林匹克运动会游泳比赛，获得一枚银牌和一枚铜牌。